# 랭 파크

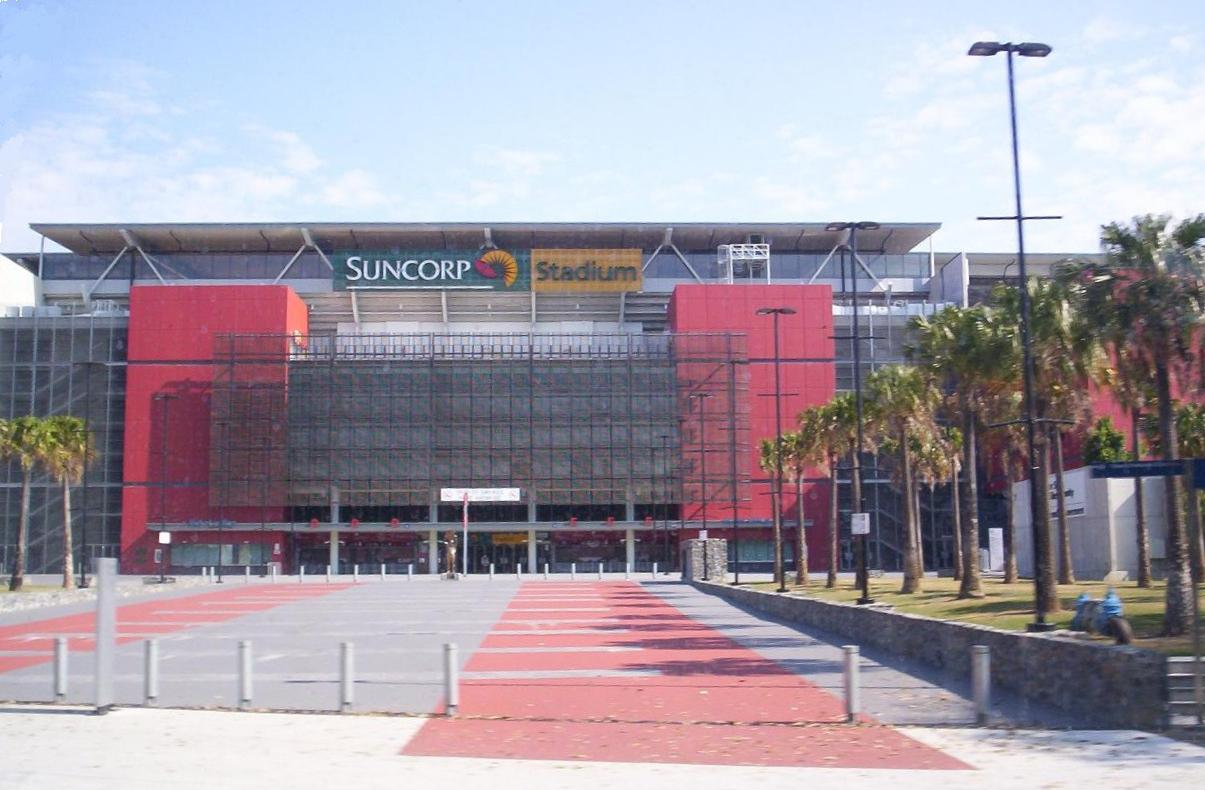

선콥 스타디움(Suncorp Stadium) 또는 브리즈번 스타디움(Brisbane Stadium)은 오스트레일리아 브리즈번에 위치한 럭비 리그 경기장이다.